# Блакитнар вохристоволий
Блакитна́р вохристоволий (Dubusia taeniata) — вид горобцеподібних птахів родини саякових (Thraupidae). Мешкає в Андах.

## Опис

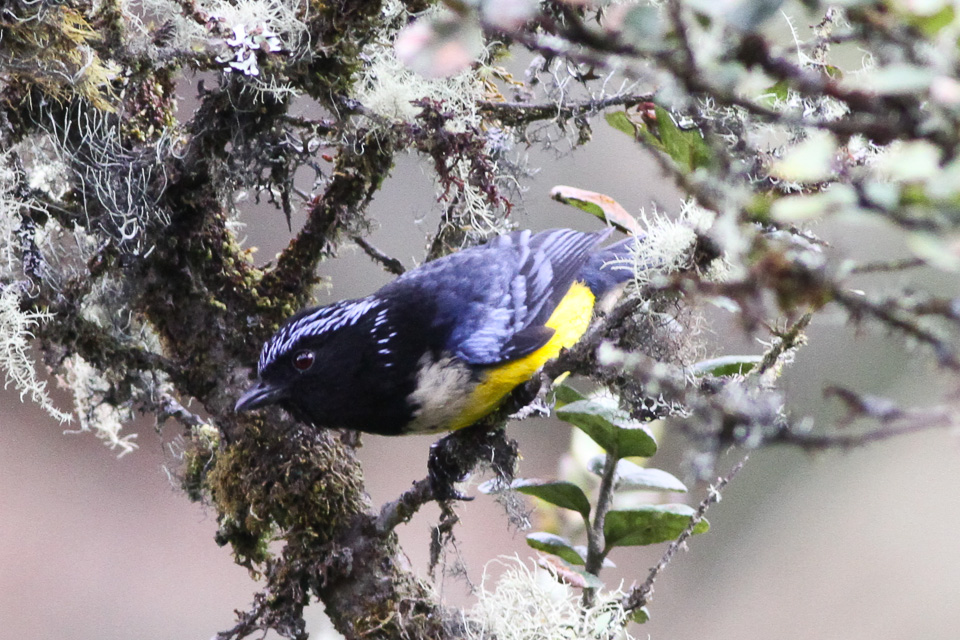
Вохристоволий блакитнар

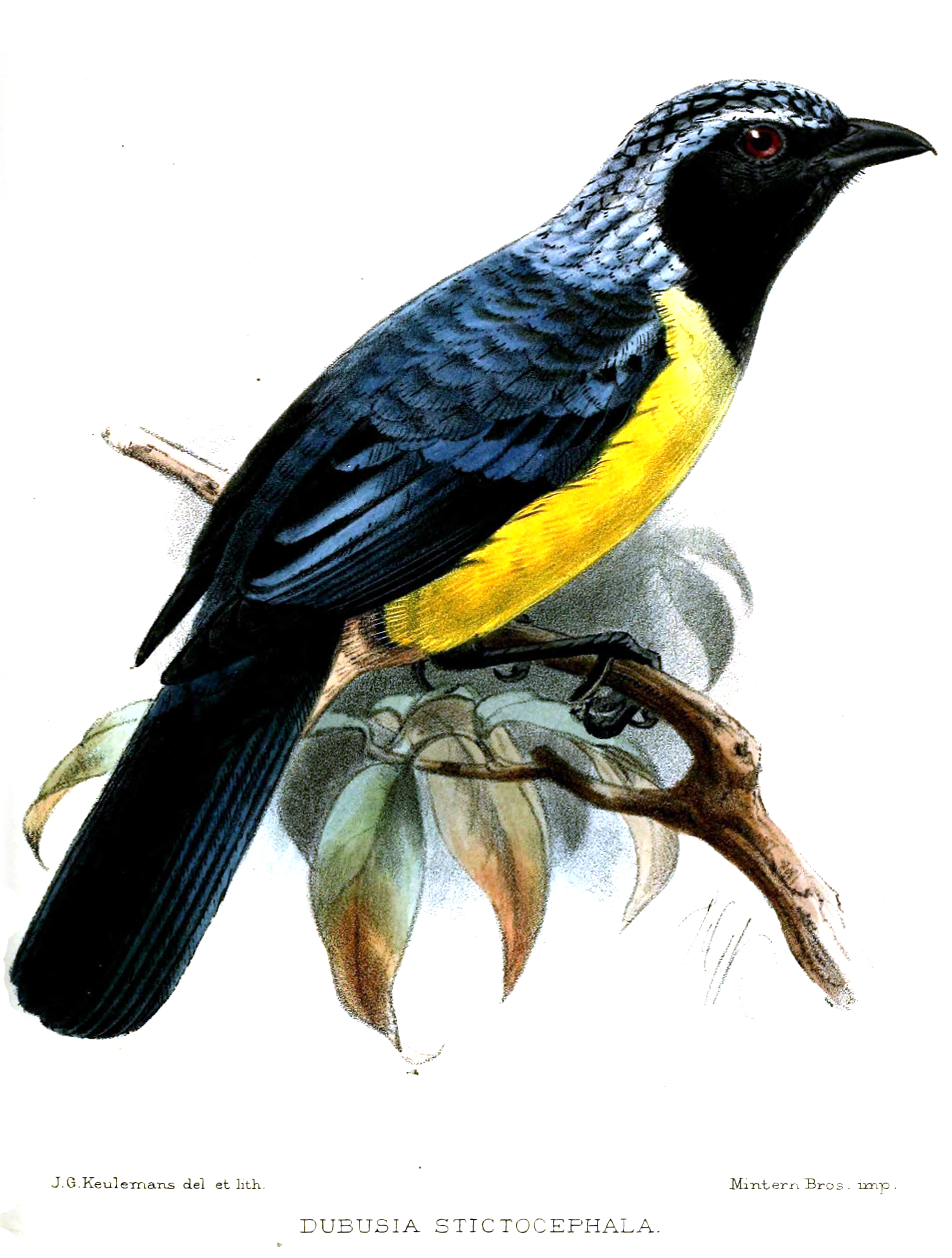
Вохристоволий блакитнар

Довжина птаха становить 19 см, вага 37 г. Голова, шия і груди чорні, верхня частина тіла переважно темно-синя. Над очима тонкі блакитні "брови". Нижня частина тіла жовта, верхня частина грудей може мати охристий відтінок, гузка охриста.

## Підвиди
Виділяють три підвиди:
- D. t. carrikeri Wetmore, 1946 — гірський масив Сьєрра-Невада-де-Санта-Марта на півночі Колумбії;
- D. t. taeniata (Boissonneau, 1840) — гори Сьєрра-де-Періха на кордоні Колумбії і Венесуели, гори Кордильєра-де-Мерида на заході Венесуели, Східний і Центральний хребти Колумбійських Анд, Еквадорські Анди і північне Перу (Кахамарка);
- D. t. stictocephala Berlepsch & Stolzmann, 1894 — Перуанські Анди (від центрального Амазонаса до Куско).

Деякі дослідники виділяють підвиди D. t. carrikeri і D. t. stictocephala у окремі види Dubusia carrikeri і Dubusia stictocephala.

## Поширення і екологія
Вохристоволі блакитнарі мешкають у Венесуелі, Колумбії, Еквадорі і Перу. Вони живуть у вологих гірських і хмарних тропічних лісах, на узліссях і в бамбукових заростях Chusquea. Зустрічаються поодинці або парами, на висоті від 2500 до 3500 м над рівнем моря. Іноді приєднуються до змішаних зграй птахів. Живляться переважно дрібними плодами і ягодами, а також комахами.